# フレデリック・タルゴーン
フレデリック・タルゴーン（Frédéric Talgorn、1961年7月2日 - ）はフランスの作曲家。

## 作品
- モリエール　恋こそ喜劇
- アントニー・ジマー
- クリープゾーン　エイジング・ウイルス
- カミング・アウト
- タイム・ラビリンス　時空の扉
- ヘヴィメタル　ＦＡＫＫ2
- エンジェルス2
- 派遣秘書
- インディ・ジョーンズ／若き日の大冒険3　ドイツ編／ウィーン編
- インディ・ジョーンズ／若き日の大冒険2　バルセロナ編／ソンム編
- フォートレス
- 赤と黒の接吻
- デルタフォース2
- ロボ・ジョックス
- エドガー・アラン・ポー／早すぎた埋葬
- ジキルとハイド